# Mette Marckmann
Mette Marckmann (født 4. april 1967) er en dansk skuespiller.
Marckmann er uddannet fra Statens Teaterskole i 1992. Siden da har hun spillet teater på små og store scener i hele Danmark ( Folketeatret, Nørrebro Teater, Odense Teater, Team Teatret, Holbæk Teater , Cafeteatret, Cafe Liva mm) og medvirket i flere film og tv-serier. Hun har medvirket i Sønderborg Revyen ('94 og '95) , Græsted Revyen('96 og '01) , Mogenstrup Revyen('97), Esbjerg Revyen ( '03, '04 og '08) , Ganløse Revyen ('10), DragsholmRevyen('12) og I 2013 medvirkede hun i Nykøbing F. Revyen
Hun er en flittig brugt reklamespeaker og tegnefilmsdubber på bl.a. Eventyrtid
Hun har siden 2013 turneret med Trilles originale band ( Ole Fick, Øyvind Ougaard, Mads Vinding ( som har afløst efter afdøde Hugo Rasmussen)) og har sunget sange skrevet af Trille
Hun er gift med skuespilleren Jacob Morild. Sammen har de 2 børn. 

## Filmografi

### Film
- Riget (1994)
- Kun en pige (1995)
- I wonder who's kissing you now (1998)
- Lotto (2006)
- Far til fire - på hjemmebane (2008)
- Idealisten. (2014)

### Tv-serier
- TAXA (1997-1999)
- Perforama. DR 2 (2002)
- Forbrydelsen (2007)
- Norskov. TV-2 (2015)